# Arilena Ara
Arilena Ara (Scutari, 17 luglio 1998) è una cantante albanese.
Avrebbe dovuto rappresentare l'Albania all'Eurovision Song Contest 2020 con il brano Fall from the Sky, poi cancellato a causa della pandemia di COVID-19.

## Biografia
Nata a Scutari, capoluogo dell'omonima prefettura, è salita alla ribalta da bambina con la sua partecipazione al talent show canoro Gjeniu i vogël, dove si è piazzata terza. Ha preso parte alla seconda edizione della versione albanese di X Factor, trasmesso tra la fine del 2012 e l'inizio del 2013 su TV Klan. Dopo avere superato le audizioni, è entrata a far parte della squadra delle ragazze capitanata da Altuna Sejdiu ed è stata proclamata vincitrice nella serata finale. Il suo singolo Nëntori (2016) è diventato un successo radiofonico nell'Europa orientale, diventando in particolare un tormentone estivo in Bulgaria l'anno successivo, dove ha raggiunto il terzo posto in classifica. Last Train to Paris (2018), in collaborazione col russo KDDK, ha segnato la sua prima prima numero uno nella hit parade bulgara.
Nel 2019 è stata giudice durante la terza edizione di The Voice Kids Albania. Nel successivo dicembre ha partecipato alla cinquantottesima edizione del Festivali i Këngës con la ballata Shaj. Nella serata finale della manifestazione è stata proclamata vincitrice, concedendole il diritto di rappresentare l'Albania all'Eurovision Song Contest 2020 a Rotterdam. Il 10 marzo 2020 la cantante ha presentato una versione in lingua inglese della canzone intitolata Fall from the Sky, che avrebbe dovuto cantare al contest. Tuttavia, il 18 marzo 2020 l'evento è stato cancellato a causa della pandemia di COVID-19. Nel 2021, dopo aver pubblicato altri singoli, l'artista rende disponibile il suo album d'esordio Pop Art the Album.

## Discografia

### Album in studio
- 2021 – Pop Art the Album

### Album dal vivo
- 2023 – Sounds of Silence

### Singoli
- 2014 – Aeroplan
- 2014 – Business Class
- 2015 – Vegim
- 2016 – TokeRroke
- 2016 – Nëntori
- 2017 – Nallane 3 (feat. Flori Mumajesi e DJ Vicky)
- 2017 – I'm Sorry
- 2017 – Snow in December
- 2017 – Kida
- 2017 – Silver and Gold
- 2017 – Zemër
- 2018 – Silver & Gold
- 2019 – Doja
- 2020 – Shaj/Fall from the Sky
- 2021 – Murderer
- 2021 – Aligator
- 2021 – Thirr Policinë (feat. Dafina Zeqiri)
- 2021 – Ke me mungu
- 2022 – Dashuria ime
- 2023 – I'm Sorry
- 2023 – I'll Give You My Heart
- 2024 – Bukuroshe (con Young Zerka)
- 2024 – Se të dua (con Alis)
- 2024 – Zero gradë (con Pirro Çako)

#### Collaborazioni
- 2018 – Last Train to Paris (KDDK feat. Arilena Ara)